# Sempervivum ciliosum
Sempervivum ciliosum es una especie de planta con flores pertenecente a la familia Crassulaceae, nativa del sureste de Europa. Creciendo a solo 10 cm de altura por 50 cm de ancho, es una planta perenne perennifolia que se esparce. Forma esferas de hojas puntiagudas, suculentas y peludas de color verde grisáceo. Las rosetas maduras pueden producir flores amarillentas en tallos de hasta 10 cm en verano. A pesar de un parecido superficial, no está estrechamente relacionados con los cactus.
El epíteto específico en latín ciliosum significa "con una pequeña franja".
Sempervivum ciliosum ha ganado el premio al mérito del jardín de la Real Sociedad de Horticultura. Aunque es resistente hasta −20 grados Celsius (−4,0 °F), requiere un lugar protegido a pleno sol, en suelo bien drenado.